# Тібор Комаромі
Тібор Комаромі (угор. Komáromi Tibor; нар. 15 серпня 1964, Будапешт, Угорська Народна Республіка) — угорський борець греко-римського стилю, триразовий чемпіон світу, чемпіон, дворазовий срібний та чотириразовий бронзовий призер чемпіонатів Європи, переможець та бронзовий призер Кубків світу, срібний призер Олімпійських ігор. Багаторазовий чемпіон Угорщини. Борець року (1989).

## Біографія
Виступав за борцівський клуб «Ференцварош» з Будапешта. Тренувався під керівництвом Яноша Жані та Ференца Кішша.
У 1983 став срібним призером Чемпіонату світу серед молоді, вперше поступившись у фіналі своєму одвічному супернику, радянському борцеві Михайлові Маміашвілі, який згодом стане триразовим чемпіоном світу, виграє Олімпіаду та буде включений до Всесвітньої Зали слави Міжнародної федерації об'єднаних стилів боротьби (FILA). Чемпіон молодіжної першості Європи 1984 року. Ще виступаючи за молодіжну команду, почав долучатися до головної збірної команди Угорщини, в якій у віці 19 років взяв свій перший трофей на дорослих змаганнях найвищого рівня — став бронзовим призером Кубку світу.
У 1985 став віце-чемпіоном Європи, поступившись у фіналі радянському спортсмену Басиру Баталову.
Наступного року став уже переможцем континентальної першості, подолавши у вирішальній сутичці Богдана Дараса з Польщі. А вже через півроку на чемпіонаті світу обом спортсменам були вручені золоті нагороди.
Ще через рік на чемпіонаті Європи 1987 Комаромі став лише третім, але вдруге став чемпіоном світу, здобувши у фіналі перемогу над Роджером Гьоснером з НДР.
На чемпіонаті Європи 1988 угорський борець посів друге місце, знову поступившись Михайлові Маміашвілі. На першій для себе Олімпіаді в Сеулі Тібор Комаромі на шляху до фіналу упевнено пермагав своїх суперників, але у вирішальному поєдинку вдруге за чотири місяці програв Маміашвілі. Сам угорець пояснював це отриманою напередодні травмою.
Наступного року суперники знову зійшлись у фіналі, тепер вже чемпіонату світу, і Тібор нарешті переміг Михайла, але це не вилікувало його душу від втраченого шансу стати олімпійським чемпіоном бо, за словами спортсмена, чемпіонат світу не може зрівнятися з Олімпіадою.
У 1990 Комаромі переходить до наступної вагової категорії — до 90 кг. Після цього кар'єра борця поступово пішла на спад. Дві наступні європейські першості він закінчує на третьому місці, а на чемпіонаті світу 1991 року стає лише дванадцятим.
Наступного року — знову лише європейська бронза і одинадцяте місце на Олімпіаді в Барселоні. Потім і сам Тібор Комаромі і тренер збірної Ференц Кішш оцінювали зміну вагової категорії як велику помилку.
Останнього успіху на змаганнях найвищого рівня досяг у 1994-му, посівши перше місце на Кубку світу.
Після цього Тібор Комаромі завершив кар'єру борця, а вже через рік почав тренувати угорську збірну з греко-римської боротьби. Перший досвід роботи на посаді головного тренера першої команди Угорщини був не надто тривалим і в 1996-му Комаромі залишив цей пост. Другий прихід на початку 2000-х виявився довшим і вдалішим. Його підопічний Іштван Майорош на літніх Олімпійських іграх 2004 року в Афінах став чемпіоном. Тренер назвав цей день найщасливішим у своєму житті.
Обіймає посаду віце-президента Федерації боротьби Угорщини.

## Спортивні результати

### Виступи на Олімпіадах
| Змагання                    | Збірна   | Вагова категорія | Місце  |
| --------------------------- | -------- | ---------------- | ------ |
| Літні Олімпійські ігри 1988 | Угорщина | 82 кг            | Срібло |
| Літні Олімпійські ігри 1992 | Угорщина | 90 кг            | 11     |

### Виступи на Чемпіонатах світу
| Змагання                        | Збірна   | Вагова категорія | Місце  |
| ------------------------------- | -------- | ---------------- | ------ |
| Чемпіонат світу з боротьби 1986 | Угорщина | 82 кг            | Золото |
| Чемпіонат світу з боротьби 1987 | Угорщина | 82 кг            | Золото |
| Чемпіонат світу з боротьби 1989 | Угорщина | 82 кг            | Золото |
| Чемпіонат світу з боротьби 1991 | Угорщина | 90 кг            | 12     |
| Чемпіонат світу з боротьби 1994 | Угорщина | 82 кг            | 16     |

### Виступи на Чемпіонатах Європи
| Змагання                         | Збірна   | Вагова категорія | Місце  |
| -------------------------------- | -------- | ---------------- | ------ |
| Чемпіонат Європи з боротьби 1984 | Угорщина | 82 кг            | 7      |
| Чемпіонат Європи з боротьби 1985 | Угорщина | 82 кг            | Срібло |
| Чемпіонат Європи з боротьби 1986 | Угорщина | 82 кг            | Золото |
| Чемпіонат Європи з боротьби 1987 | Угорщина | 82 кг            | Бронза |
| Чемпіонат Європи з боротьби 1988 | Угорщина | 82 кг            | Срібло |
| Чемпіонат Європи з боротьби 1989 | Угорщина | 82 кг            | 4      |
| Чемпіонат Європи з боротьби 1990 | Угорщина | 90 кг            | Бронза |
| Чемпіонат Європи з боротьби 1991 | Угорщина | 90 кг            | Бронза |
| Чемпіонат Європи з боротьби 1992 | Угорщина | 90 кг            | Бронза |
| Чемпіонат Європи з боротьби 1994 | Угорщина | 82 кг            | 10     |

### Виступи на Кубках світу
| Змагання                    | Збірна   | Вагова категорія | Місце  |
| --------------------------- | -------- | ---------------- | ------ |
| Кубок світу з боротьби 1982 | Угорщина | 74 кг            | Бронза |
| Кубок світу з боротьби 1994 | Угорщина | 82 кг            | Золото |

### Виступи на інших змаганнях
| Змагання                           | Збірна   | Вагова категорія | Місце  |
| ---------------------------------- | -------- | ---------------- | ------ |
| Гран-прі Німеччини з боротьби 1982 | Угорщина | 74 кг            | 7      |
| Золотий Гран-прі з боротьби 1987   | Угорщина | 82 кг            | Золото |
| Гран-прі FILA 1987                 | Угорщина | 82 кг            | Золото |
| Золотий Гран-прі з боротьби 1990   | Угорщина | 90 кг            | Срібло |
| Гран-прі Німеччини з боротьби 1990 | Угорщина | 90 кг            | Срібло |